# نوفل الزرهوني
نوفل الزرهوني (مواليد 14 سبتمبر 1995)، لاعب كرة قدم مغربي، يجيد اللعب في الجناح، يلعب حاليًا الإتحاد الليبي.

## روابط خارجية
نوفل الزرهوني على موقع قاعدة بيانات كرة القدم.إي يو (الإنجليزية)